# Kortenaken
Kortenaken là một đô thị ở tỉnh Vlaams-Brabant. Đô thị này bao gồm các thị xã Hoeleden, Kersbeek-Miskom, Kortenaken, Ransberg và Waanrode. Tại thời điểm ngày 1 tháng 1 năm 2006,  Kortenaken có tổng dân số 7.540 người. Tổng diện tích là 49,06 km² với mật độ dân số là 154 người trên mỗi km².
Mỗi năm vào tháng 8 có hai ngày lễ hội ở Kortenaken, tên gọi là Boerenrock, với nhạc rock.